# Het brommende brons
Het brommende brons is het tweeëntachtigste stripverhaal uit de reeks van Suske en Wiske. Het is gepubliceerd in De Standaard en Het Nieuwsblad van 31 maart 1971 tot en met 12 augustus 1971. 
Willy Vandersteen en Paul Geerts werkten samen aan dit verhaal. Niet lang hierna zou Vandersteen het stokje als hoofdauteur van de Suske en Wiske-verhalen helemaal overdragen aan Geerts.
De eerste albumuitgave in de Vierkleurenreeks was in januari 1972, met nummer 128.

## Locaties
- Oude vervallen molen buiten de stad, park met bronzen beelden, café De Koning, Kre en Dietbank[1], juwelier op het Plantsoenplein, bouwwerken Lucille Gems, verlaten fabriek

## Personages
- Suske, Wiske met Schanulleke, tante Sidonia, Lambik, Jerom, Gabriël (gepensioneerd werknemer monumentenzorg), Feesles, de Gladde, Jatter, bankbediende, medewerkers stadsdienst en agenten, Jef en Charel (van de stadsdienst)

## Het verhaal
Wiske ziet hoe een oude man van zijn ladder wordt gereden. Ze brengt deze man naar zijn huis in een oude vervallen molen buiten de stad. De man vertelt dat hij Gabriël heet en gepensioneerd is. Hij was een werknemer van monumentenzorg en poetst ’s nachts nog steeds beelden. Wiske gelooft hem niet als hij vertelt dat hij een steentje van fee Fantasia heeft gekregen en daarmee de denkgolven van standbeelden kan opvangen, maar ze laat hem toch het steentje in Schanulleke naaien. Gabriël vertelt dat hij alleen thuis is als er drie sterren boven de molen staan. 
In het park loopt Wiske langs een bronzen beeld. Dan ontdekt ze dat ze inderdaad kan praten met dit beeld. Het beeld vertelt dat het heeft horen praten over de oprichting van een vakbond van inbrekers: Het Zwarte Masker. Wiske vertelt dit verhaal aan een agent, maar die gelooft haar niet en stuurt haar naar huis. Wiskes vrienden geloven het verhaal ook niet. 
Als Jerom en Lambik bij de molen komen, zijn de deuren onder spinrag verborgen. In een café worden ze lastiggevallen en nu weten ze dat Wiske gelijk had over de vakbond voor inbrekers. Suske en Wiske voorkomen dankzij de beelden een overval op de Kre en Dietbank en besluiten Jerom en Lambik om hulp te vragen. Suske heeft zelf beelden horen spreken en gelooft Wiske nu. De inbrekers bereiden een overval op de juwelier van het Plantsoenplein en Suske en Wiske horen dit van generaal Kopaf. De dichter heeft het herderinnetje een naam gegeven, Mira.
Suske en Wiske waarschuwen Lambik en Jerom, die de schuilplaats van de inbrekers vinden op het Plantsoenplein tegenover de juwelier. Ze wachten de inbrekers op en achtervolgen de wagen, maar raken die ook snel weer kwijt. In het park wordt een nieuw standbeeld geplaatst en Mira is jaloers op deze IJdelheid. Suske en Wiske krijgen informatie van een abstract standbeeld en Lambik en Jerom huren een huis naast het huis van de inbrekers. Ze worden ontdekt en kunnen nog net ontsnappen, Wiske is Schanulleke kwijtgeraakt en Jatter vindt het popje in het park. Doordat hij Schanulleke vasthoudt kan Jatter opeens een fontein met engeltjes verstaan en hij hoort zo over Suske en Wiske.
Tante Sidonia ontdekt dat het huis vol spionnen zit en ze brengt de kinderen naar de vervallen molen. Lambik en Jerom besluiten een bank te overvallen, om zo bij de inbrekersvakbond te kunnen infiltreren. Het lukt en de eerste opdracht die ze krijgen is een overval op het huis van tante Sidonia. Mira wil de dichter zijn naam, Amadeus, eindelijk geven, maar het beeld wordt opgehaald door de stadsdienst. Uit verdriet wil het herderinnetje niet meer spreken en Suske en Wiske besluiten het beeld van de dichter terug te laten brengen. Ze sluipen bij de stadsdienst naar binnen en veranderen daar enkele formulieren.
Lambik en Jerom breken in bij tante Sidonia en worden bijna ontmaskerd door een controleur van het Zwarte Masker. Buiten gekomen dwingt de concurrent “Het Groene Masker” hen de buit af te geven, maar Jerom verslaat de mannen gemakkelijk. De volgende opdracht is het overvallen van de Nationale Bank. Suske en Wiske worden naar de molen gevolgd en de inbrekers kunnen Schanulleke meenemen. Suske probeert de auto nog te volgen maar raakt bewusteloos. ’s Nachts gaat Wiske naar een verlaten fabriek om Schanulleke te zoeken, maar is erg verzwakt en wordt door de mannen gepakt.
Lambik is ook aanwezig en voorkomt dat Wiske een waarheidsserum krijgt ingespoten, maar hij wordt nu zelf geraakt. Hij vertelt over de sprekende standbeelden en de plannen van hem zelf en Jerom. Jerom vindt Suske en die vertrekt naar de fabriek om Schanulleke te bevrijden, maar hij wordt zelf gevangengenomen door de inbrekers. Voordat de inbrekers de vrienden iets kunnen aandoen komt Jerom binnen en hij verslaat de boeven. De politie rekent de schurken in en Suske en Wiske gaan snel naar het park, want Feesles heeft Schanulleke meegenomen. Er is een elektriciteitskabel op het herderinnetje gevallen waardoor ze niet kan praten.
De dichter denkt dat het herderinnetje niet met hem wil praten en met een parkwachter heeft geflirt, IJdelheid heeft de dichter voorgelogen. De drie beelden zeggen niks tegen Feesles die met Schanulleke in het park aankomt. Als Feesles de dichter met dynamiet wil opblazen besluit het herderinnetje zich op te offeren, en het dynamiet komt bij haar terecht. Als ze aan stukken wordt geblazen kunnen het herderinnetje en de dichter elkaar heel kort zien. De politie is in het park aanwezig en de vrienden mogen er niet bij, een agent wil wel naar het popje van Wiske zoeken.
Wiske krijgt Schanulleke terug en ze horen dat de dichter ook uit het park is weggehaald, zijn brons was dof geworden na de ontploffing en hij zal worden omgesmolten. Suske en Wiske komen Gabriël tegen en hij wil niet dat nog meer standbeelden het slachtoffer zullen worden van omgang met mensen. Hij verdwijnt met Schanulleke en Suske en Wiske vinden het popje verdoofd terug in de vervallen molen. Gabriël heeft het steentje verwijderd en ze vragen de postbode of hij de man nog heeft gezien. Maar de postbode vertelt dat Gabriël al jaren geleden is overleden. Lambik en Jerom worden bedankt voor de hulp bij het oprollen van de inbrekersbende. Suske en Wiske zien in het park dat IJdelheid is weggehaald en ontdekken het nieuwe beeld van Cupido, gemaakt van het brons van het herderinnetje en de dichter. Zo zijn ze toch verenigd.

## Achtergronden bij het verhaal
- Er komen veel standbeelden voor in dit verhaal: een herderinnetje, een dichter, de lachende boer (door Héhégé), de bekende soldaat 1914 – 1918, generaal Kopaf, IJdelheid, een abstract beeld, een fontein met engeltjes, fontein van Neptunus en Cupido.
- Gabriël woont waarschijnlijk in Fantasia, omdat hij vertelt dat hij het steentje heeft gekregen van fee Fantasia.

## Achtergronden bij de uitgaven
- Het verhaal is ook in het Frans uitgegeven: Bob et Bobette - le bonze et les bronzes.